# Marko Stojanović Louis
Marko Stojanović Louis (* 25. Januar 1985 in München) ist ein ehemaliger deutsch-serbischer Basketballspieler.

## Werdegang
Er wurde als Sohn des serbischen Musikers Ljubiša Stojanović Louis in München geboren. Im August 2001 nahm Marko Stojanović Louis mit der deutschen U16-Nationalmannschaft an der Kadetteneuropameisterschaft teil und erzielte bei fünf Turniereinsätzen im Durchschnitt 4,2 Punkte. Auf Vereinsebene gehörte der 1,94 Meter große Shooting Guard dem MTSV Schwabing an, zur Saison 2002/03 wechselte er nach Würzburg. Sein einziges Spiel in der Basketball-Bundesliga bestritt er für s. Oliver Würzburg im Februar 2003 gegen TBB Trier.
2004/05 spielte er wieder für den MTSV Schwabing in der 2. Regionalliga, 2005/06 gehörte er zur Mannschaft des Regionalligisten ASC Theresianum Mainz.
Stojanović Louis, der am Konservatorium München Schlagzeug studierte, zog 2007 nach Belgrad und schloss dort 2014 ein Studium in den Fächern Aufnahmetechnik und Tongestaltung ab. Er wurde beruflich als Musiker und Komponist tätig. Im Mai 2015 veröffentlichte er sein erstes Soloalbum.